# Macrina la Major
Macrina la Major o la Vella (Cesarea de Capadòcia, Turquia, ca. 270 - 340) fou la mare de Basili el Vell i àvia dels sants Basili el Gran, Gregori de Nissa, Pere de Sebaste i Macrina la Jove.

## Biografia
Se'n sap molt poc de la santa, relatat pels seus nets. Durant la persecució de Galeri, Macrina i el seu espòs fugiren a les muntanyes Pont durant set anys. El marit hi morí i Macrina, vídua, educà els seus nets i hi va tenir una forta influència en la seva fe.

## Veneració
El seu culte no ha estat gaire estès. Figura al Martirologi romà amb festa el 14 de gener.